# Liste der irischen Botschafter in Russland
Die irische Botschaft befindet sich in Moskau.
| Ernannt / Akkreditiert | Botschafter         | Bemerkungen                                                                   | Taoiseach                         | Ministerpräsident von Russland | Posten verlassen |
| ---------------------- | ------------------- | ----------------------------------------------------------------------------- | --------------------------------- | ------------------------------ | ---------------- |
| 1974                   | Edward John Brennan | († 29. Juni 2012) PhD 1959 University of Chicago, 1985 Botschafter in Belgien | Liam Cosgrave                     | Leonid Iljitsch Breschnew      | 1979             |
| 1979                   | Pádraig Murphy      |                                                                               | Charles J. Haughey                | Leonid Iljitsch Breschnew      | 1985             |
| 1986                   | Tadhg O’Sullivan    |                                                                               | Charles J. Haughey                | Andrei Andrejewitsch Gromyko   | 1987             |
| 7. Jan. 1990           | Patrick McCabe      | 1988–1995: Botschafter in Baghdad, 1997–1998. Botschafter in Warschau         | Michail Sergejewitsch Gorbatschow | 1993                           |                  |
| 1995                   | Ronan Murphy        | [ 1 ]                                                                         | John Bruton                       | Boris Nikolajewitsch Jelzin    | 1999             |
| 1999                   | David Donoghue      |                                                                               | Bertie Ahern                      | Boris Nikolajewitsch Jelzin    | 2001             |
| 25. Juli 2002          | James A. Sharkey    | [ 2 ]                                                                         | Bertie Ahern                      | Wladimir Wladimirowitsch Putin |                  |
| 13. Okt. 2003          | Justin Harman       |                                                                               | Bertie Ahern                      | Wladimir Wladimirowitsch Putin |                  |
| 4. März 2010           | Philip McDonagh     | [ 4 ]                                                                         | Brian Cowen                       | Dmitri Anatoljewitsch Medwedew |                  |
| 2014                   | Eoin O’Leary        | [ 5 ]                                                                         | Enda Kenny                        | Dmitri Anatoljewitsch Medwedew | 2015             |